# Liste der Monuments historiques in Warcq (Meuse)
Die Liste der Monuments historiques in Warcq führt die Monuments historiques in der französischen Gemeinde Warcq auf.

## Liste der Immobilien
| Bezeichnung      | Beschreibung                                                  | Standort          | Kennzeichnung | Schutzstatus | Datum | Bild           |
| ---------------- | ------------------------------------------------------------- | ----------------- | ------------- | ------------ | ----- | -------------- |
| Kirche St-Firmin | im Kern aus dem 12. Jahrhundert, im 16. Jahrhundert erweitert | Rue Froide (Lage) | PA00106681    | Classé       | 1921  | weitere Bilder |